# Legen
Legen je naselje v Občini Slovenj Gradec.
Naselje združuje več zaselkov (Zgornji Legen, Spodnji Legen) v dolini Barbarskega potoka in veliko samostojnih kmetij na pobočjih Pohorja. Soseska Na Legnu je bila 1959 priključena Slovenj Gradcu. Manjše strnjeno jedro naselja je nastalo na robu Legenske terase nad Šmartnim okoli podružnične cerkve sv. Jurija. Kraj se je razvil ob prometni poti čez Pohorje (smer Slovenj Gradec - smučišče Kope). Ime naselja se v starih listinah prvič omenja leta 1471.
Cerkev sv. Jurija  je značilna cerkev s kornim zvonikom zgodnjegotske zasnove, kasneje prezidane v baročni slog. Nove arheološke raziskave so odkrile starejšo romansko cerkev, verjetno iz 2. polovice 12. stoletja. Pod tlemi te zgradbe, pa so našli ostanke še starejšega svetišča (verjetno iz 9. stoletja) z manjšo ladjo in pravokotnim oltarnim prostorom. Najdbe potrjujejo, da gre za enega najstarejših sakralnih objektov v tem delu Slovenije. Arheološke najdbe, temelji zidov in posamezni staroslovanski grobovi so predstavljeni pod steklenim tlakom sedanje cerkve.

## Slike
- Vischer - Topographia Ducatus Stiria - 223 Lechen bei Windischgraz
- Spomenik leta 1944 ustreljenim partizanom